# Tori Jankoska
Victoria Jankoska, detta Tori (Saginaw, 16 settembre 1994), è un'ex cestista statunitense.

## Carriera
È stata selezionata dalle Chicago Sky al primo giro del Draft WNBA 2017 (9ª scelta assoluta).